# Trillersperber
Der Trillersperber (Tachyspiza gularis, Syn.: Accipiter gularis) ist ein Greifvogel, der in Ostasien und Südostasien vor, brütet in China, Korea, Japan, der Mongolei und in Sibirien und überwintert in Indochina, auf der Malaiischen Halbinsel, auf den Philippinen, den Sundainseln und Sulawesi vorkommt.
Der Lebensraum umfasst Wälder verschiedener Art meist unterhalb von 1000 m Höhe. In Japan findet die Art sich auch in bewohnten Gebieten in Parks und Feldern. Im Winter kommt sie vermehrt in offeneren Lebensräumen vor.
Der Artzusatz kommt von lateinisch gula ‚Kehle‘.

## Merkmale
Dieser Vogel ist 23 bis 30 cm groß, das Männchen wiegt zwischen 85 und 142 g, das größere Weibchen zwischen 111 und 193 g, die Flügelspannweite beträgt 46 bis 58 cm. Dieser kleine Sperber hat breitere und stärker gerundete Flügel als der Froschsperber (Tachyspiza soloensis), die Oberseite ist schwärzlich-schiefergrau beim Männchen, die Unterseite weißlich mit grau-brauner Bänderung und etwas rotbraun überhaucht. An der Kehle findet sich ein Kinnstreif, dünner als beim Besrasperber (Tachyspiza virgatus) oder kaum sichtbar. Die Iris ist gelb mit orangerotem Augenring.
Das Weibchen ist auf der Oberseite bräunlich-grau, die Unterseite dunkelbraun gebändert ohne rotbraunen Hauch, der Augenring ist gelb.
Jungvögel sind oben dunkler braun mit rotbraunen Federrändern, haben einen weißlichen Überaugenstreif, Bänderung auf der Unterseite mit tränenartiger Strichelung der Brust, mitunter auch einen breiten schwarzen Kinnstreif. Iris und Wachshaut sind grünlich-gelb.

## Geografische Variation
Es werden folgende Unterarten anerkannt:
- T. g. sibiricus Stepanyan, 1959, – Mongolei bis Ostchina
- T. g. gularis (Temminck & Schlegel, 1845), Nominatform, – Nordostchina, Sibirien und Japan
- T. g. iwasakii Mishima, 1962, – Süden der Ryūkyū-Inseln, hauptsächlich Standvogel, kleiner mit mehr gerundeten Flügeln

## Stimme
Der Ruf wird als schrilles „kee-bick“, als „kew-kew“ oder als schnatterndes „kik-kik-kik“ beschrieben.

## Lebensweise
Die Nahrung besteht hauptsächlich aus kleinen Vögeln wie Blauelstern (Cyanopica cyanea), Felsentauben (Columba livia), in stadtnahen Gebieten in Japan auch Feldsperlingen (Passer montanus). Im Mai werden Küken der Kohlmeise (Parus major) bevorzugt, gelegentlich auch des Orpheusbülbül (Hypsipetes amaurotis), manchmal auch kleine Säugetiere, Reptilien und Insekten.
Die Brutzeit liegt in Sibirien hauptsächlich im Juni, in China und Japan etwas früher. Das Nest befindet sich in Stammnähe in einem Baum bis zu 10 m über dem Erdboden, besteht aus Zweigen und wird mit grünen Blättern und Rinde ausgekleidet. Das Gelege besteht aus 2 bis 5 Eiern, die über 25 bis 28 Tage ausgebrütet werden.

## Gefährdungssituation
Die Art gilt als nicht gefährdet (Least Concern).